# Eleições estaduais no Rio Grande do Sul em 1947
As eleições estaduais em Rio Grande do Sul em 1947 ocorreram em 19 de janeiro como parte das eleições gerais no Distrito Federal, em 20 estados e nos territórios federais do Acre, Amapá, Rondônia e Roraima. No Rio Grande do Sul o PSD elegeu o governador Walter Jobim enquanto o PTB fez o senador Salgado Filho e elegeu vinte e três dos cinquenta e cinco deputados estaduais.
Professor de Geografia e Português antes de formado em Direito na Faculdade de Direito da Universidade Federal do Rio Grande do Sul em 1913, Walter Jobim foi promotor de justiça em Passo Fundo e São Borja, juiz de direito em São Borja e Santa Maria antes de trabalhar como advogado. Em decorrência de sua oposição a Borges de Medeiros, participou da Revolução Gaúcha de 1923 e depois atuou na Revolução de 1930 e na Revolução Constitucionalista de 1932. Eleito deputado federal em outubro de 1934, renunciaria pouco depois e durante o Estado Novo foi secretário estadual de Obras Públicas e depois secretário de Interior no governo de Pompílio Cylon Rosa, de quem Walter Jobim recebeu apoio para chegar ao Palácio Piratini via PSD rompendo, em âmbito estadual, a coligação com o PTB que fora o polo oposto da disputa, não obstante a boa votação de Décio Costa que concorreu pelo Partido Libertador.
Mesmo tendo em comum com Walter Jobim o fato de ter nascido em Porto Alegre, o senador Salgado Filho foi eleito pela chapa oposicionista do PTB. Advogado formado em 1908 na Faculdade de Direito da Universidade Federal do Rio de Janeiro, ingressou na Justiça Militar por concurso e com a vitória da Revolução de 1930 aproximou-se de Getúlio Vargas. Nomeado chefe de polícia do Distrito Federal e depois Ministro do Trabalho, foi eleito deputado federal em 1934. Após o golpe do Estado Novo foi ministro do Superior Tribunal Militar e assumiu o recém-criado Ministério da Aeronáutica em 1941, nele permanecendo até a queda de Getúlio Vargas.

## Resultado da eleição para governador
Conforme o Tribunal Regional Eleitoral do Rio Grande do Sul houve 543.355 votos nominais (97,51%), 12.144 votos em branco (2,18%) e 1.735 votos nulos (0,31%) resultando no comparecimento de 557.234 eleitores.
| Candidatos a governador do estado | Candidatos a vice-governador | Número | Coligação     | Votação | Percentual |
| --------------------------------- | ---------------------------- | ------ | ------------- | ------- | ---------- |
| Walter Jobim PSD                  | Não havia -                  | -      | PSD, PRP, PCB | 229.129 | 42,17%     |
| Alberto Pasqualini PTB            | Não havia -                  | -      | PTB, PSB      | 209.164 | 38,49%     |
| Décio Costa PL                    | Não havia -                  | -      | PL, UDN, PDC  | 105.062 | 19,34%     |

## Resultado da eleição para senador
Conforme o Tribunal Regional Eleitoral do Rio Grande do Sul houve 510.126 votos nominais (91,55%), 45.236 votos em branco (8,12%) e 1.872 votos nulos (0,33%) resultando no comparecimento de 557.234 eleitores.
| Candidatos a senador da República | Candidatos a suplente de senador | Número | Coligação           | Votação | Percentual |
| --------------------------------- | -------------------------------- | ------ | ------------------- | ------- | ---------- |
| Salgado Filho PTB                 | Ver abaixo -                     | -      | PTB (sem coligação) | 195.658 | 38,35%     |
| Osvaldo Vergara PSD               | Ver abaixo -                     | -      | PSD (sem coligação) | 155.329 | 30,45%     |
| João Carlos Machado UDN           | Ver abaixo -                     | -      | PL, UDN, PDC        | 85.338  | 16,73%     |
| Félix Rodrigues PRP               | Ver abaixo -                     | -      | PRP (sem coligação) | 43.436  | 8,51%      |
| André Correia PCB                 | Não havia -                      | -      | PCB (sem coligação) | 28.550  | 5,60%      |
| Bruno de Mendonça Lima PSB        | Ver abaixo -                     | -      | PSB (sem coligação) | 1.815   | 0,36%      |

## Resultado da eleição para suplente de senador
Conforme o Tribunal Regional Eleitoral do Rio Grande do Sul houve 432.575 votos nominais (77,63%), 123.107 votos em branco (22,09%) e 1.552 votos nulos (0,28%) somando um comparecimento de 557.234 eleitores.
| Candidatos a suplente de senador | Candidatos a senador da República | Número | Coligação           | Votação | Percentual |
| -------------------------------- | --------------------------------- | ------ | ------------------- | ------- | ---------- |
| Jorge Braga Pinheiro PTB         | Salgado Filho PTB                 | -      | PTB (sem coligação) | 195.052 | 45,09%     |
| Hélio Franco Fernandes PSD       | Osvaldo Vergara PSD               | -      | PSD (sem coligação) | 148.018 | 34,22%     |
| Carlos Mangabeira UDN            | João Carlos Machado UDN           | -      | PL, UDN, PDC        | 44.538  | 10,30%     |
| Mansueto Bernardi PRP            | Félix Rodrigues PRP               | -      | PRP (sem coligação) | 43.394  | 10,03%     |
| Afonso Pereira da Silva PSB      | Bruno de Mendonça Lima PSB        | -      | PSB (sem coligação) | 1.573   | 0,36%      |

## Deputados estaduais eleitos
As 55 cadeiras da Assembleia Legislativa do Rio Grande do Sul foram assim distribuídas: vinte e três para o PTB, dezesseis para o PSD, cinco para o PL, quatro para a UDN, quatro para o PRP, três para o PCB.

Representação eleita
  PTB: 23
  PSD: 16
  PL: 5
  PRP: 4
  UDN: 4
  PCB: 3

| Deputados estaduais eleitos  | Partido | Votação | Percentual | Cidade onde nasceu   | Unidade federativa |
| Brochado da Rocha            | PTB     | 20.452  |            | Porto Alegre         | Rio Grande do Sul  |
| Wolfran Metzler              | PRP     | 10.508  |            | Sapiranga            | Rio Grande do Sul  |
| Celeste Gobbato              | PTB     | 8.582   |            | Volpago del Montello | Itália             |
| Oscar Carneiro da Fontoura   | PSD     | 7.716   |            | Dom Pedrito          | Rio Grande do Sul  |
| Hermes Sousa                 | PSD     | 7.173   |            | São Borja            | Rio Grande do Sul  |
| Albano José Wolkmer          | PSD     | 6.922   |            | Vacaria              | Rio Grande do Sul  |
| Fernando Ferrari             | PTB     | 6.694   |            | São Pedro do Sul     | Rio Grande do Sul  |
| Tarso Dutra                  | PSD     | 6.612   |            | Porto Alegre         | Rio Grande do Sul  |
| Nicanor da Luz               | PSD     | 6.499   |            | Santa Maria          | Rio Grande do Sul  |
| Américo Godói Ilha           | PSD     | 6.453   |            | Cachoeira do Sul     | Rio Grande do Sul  |
| Odílio Martins de Araújo     | PTB     | 6.198   |            | Rio Grande           | Rio Grande do Sul  |
| Guilherme Hildebrand         | PSD     | 6.132   |            | Santa Cruz do Sul    | Rio Grande do Sul  |
| Luís Alexandre Compagnoni    | PRP     | 6.024   |            | São Marcos           | Rio Grande do Sul  |
| Aquiles Mincarone            | PTB     | 5.962   |            | Caxias do Sul        | Rio Grande do Sul  |
| Nestor Jost                  | PSD     | 5.721   |            | Candelária           | Rio Grande do Sul  |
| Egídio Michaelsen            | PTB     | 5.505   |            | São Sebastião do Caí | Rio Grande do Sul  |
| Álvaro Ribeiro Pereira       | PTB     | 5.382   |            | Viamão               | Rio Grande do Sul  |
| Reinaldo Roesch              | PSD     | 5.104   |            | Bremen               | Alemanha           |
| Guido Giacomazzi             | PTB     | 5.049   |            | Esteio               | Rio Grande do Sul  |
| Antônio José Campani         | PSD     | 4.481   |            | Porto Alegre         | Rio Grande do Sul  |
| Joaquim Duval                | PSD     | 4.285   |            | Pelotas              | Rio Grande do Sul  |
| Edgar Luís Schneider         | PL      | 4.239   |            | Porto Alegre         | Rio Grande do Sul  |
| João Goulart                 | PTB     | 4.150   |            | São Borja            | Rio Grande do Sul  |
| Paulo Costa da Silva Couto   | PTB     | 4.010   |            | Guaíba               | Rio Grande do Sul  |
| Frederico Guilherme Schmidt  | PSD     | 3.985   |            | São Leopoldo         | Rio Grande do Sul  |
| Brochado da Rocha            | PSD     | 3.977   |            | Porto Alegre         | Rio Grande do Sul  |
| Astério de Melo              | PSD     | 3.975   |            | Pelotas              | Rio Grande do Sul  |
| Leonel Brizola               | PTB     | 3.839   |            | Carazinho            | Rio Grande do Sul  |
| Jacinto Rosa                 | PSD     | 3.836   |            | Uruguaiana           | Rio Grande do Sul  |
| Luciano Correia Machado      | PSD     | 3.768   |            | Palmeira das Missões | Rio Grande do Sul  |
| Osvaldo Bastos               | UDN     | 3.763   |            | Passo Fundo          | Rio Grande do Sul  |
| Unírio Machado               | PTB     | 3.707   |            | Santo Ângelo         | Rio Grande do Sul  |
| Raimundo Fiorelo Zanin       | PTB     | 3.624   |            | Alvorada             | Rio Grande do Sul  |
| Ataliba Figueiredo da Paz    | PTB     | 3.515   |            | Santo Ângelo         | Rio Grande do Sul  |
| Floriano Neves da Fontoura   | PTB     | 3.472   |            | Cachoeira do Sul     | Rio Grande do Sul  |
| João Nunes de Campos         | PTB     | 3.419   |            | São Leopoldo         | Rio Grande do Sul  |
| César Santos                 | PTB     | 3.389   |            | Soledade             | Rio Grande do Sul  |
| Rodrigo Magalhães dos Santos | PTB     | 3.364   |            | Bento Gonçalves      | Rio Grande do Sul  |
| José Germano Sperb           | PTB     | 3.322   |            | Bagé                 | Rio Grande do Sul  |
| Humberto Gobbi               | PTB     | 3.165   |            | Lajeado              | Rio Grande do Sul  |
| Afonso de Assunção Viana     | PTB     | 2.933   |            | Gravataí             | Rio Grande do Sul  |
| Lino Braun                   | PTB     | 2.904   |            | Estrela              | Rio Grande do Sul  |
| Guilherme Mariante           | PTB     | 2.879   |            | Novo Hamburgo        | Rio Grande do Sul  |
| Brito Velho                  | PL      | 2.809   |            | Porto Alegre         | Rio Grande do Sul  |
| Mem de Sá                    | PL      | 2.552   |            | Porto Alegre         | Rio Grande do Sul  |
| Henrique Fonseca de Araújo   | PL      | 2.455   |            | Porto Alegre         | Rio Grande do Sul  |
| Vítor Oscar Graeff           | UDN     | 2.337   |            | Erechim              | Rio Grande do Sul  |
| Otto Alcides Ohlweiler       | PCB     | 2.327   |            | Porto Alegre         | Rio Grande do Sul  |
| Pinheiro Machado Neto        | PCB     | 2.231   |            | Sapucaia do Sul      | Rio Grande do Sul  |
| Antônio Maria da Silva Filho | PL      | 2.221   |            | Canoas               | Rio Grande do Sul  |
| Daniel Krieger               | UDN     | 2.205   |            | São Luiz Gonzaga     | Rio Grande do Sul  |
| Bruno Born                   | UDN     | 2.162   |            | Lajeado              | Rio Grande do Sul  |
| Carlos Maurício Werlang      | PRP     | 2.058   |            | Santa Cruz do Sul    | Rio Grande do Sul  |
| Dyonélio Machado             | PCB     | 1.876   |            | Quaraí               | Rio Grande do Sul  |
| Helmuth Closs                | PRP     | 1.809   |            | Ijuí                 | Rio Grande do Sul  |

## Eleições municipais
A última etapa do processo político aconteceu em 15 de novembro de 1947 quando o Tribunal Regional Eleitoral do Rio Grande do Sul realizou eleições municipais.